# Ischnura capreolus
Ischnura capreolus är en trollsländeart som först beskrevs av Hagen 1861.  Ischnura capreolus ingår i släktet Ischnura och familjen dammflicksländor. Inga underarter finns listade i Catalogue of Life.